# ريكاردو فالتر دا كوستا
ريكاردو فالتر دا كوستا (بالبرتغالية: Ricardo Valter da Costa‏) هو لاعب كرة قدم برازيلي في مركز الوسط، ولد في 1 مايو 1981 في غويانيا في البرازيل. لعب مع أتلتيكو غويانيينسي وزرينيسكي موستار وميتالورغ دونيتسك ونادي شيروكي برييغ ونادي فولفسبيرغر وهايدوك سبليت.

## وصلات خارجية
- ريكاردو فالتر دا كوستا على موقع اتحاد أوكرانيا (الإنجليزية)